# Archeguina spatulata
Archeguina spatulata är en insektsart som beskrevs av Young 1993. Archeguina spatulata ingår i släktet Archeguina och familjen dvärgstritar. Inga underarter finns listade i Catalogue of Life.